# Espúrio Servílio Estruto
Espúrio Servílio Estruto (em latim: Spurius Servilius Structus) foi um político da gente Servília nos primeiros anos da República Romana, eleito tribuno consular em 368 a.C.. Structus era um cognome da gente Servília quase sempre ligado à família Aala ou Prisco, conhecidas como Structi (como Espúrio Servílio Prisco). É o único "Structus" mencionado na história romana com apenas este cognome.

## Tribunato consular (368 a.C.)
Em 368 a.C., foi eleito tribuno consular com Sérvio Cornélio Maluginense, Lúcio Papírio Crasso, Sérvio Sulpício Pretextato, Tito Quíncio Cincinato Capitolino e Lúcio Vetúrio Crasso Cicurino.
Os tribunos da plebe Caio Licínio Calvo Estolão e Lúcio Sêxtio Laterano lideraram as tribos a votarem as suas próprias propostas a favor da plebe, mesmo com o veto expresso dos demais tribunos da plebe, controlados pelos patrícios. O Senado então nomeou Camilo ditador pela quarta vez, nominalmente para dar conta de um ataque dos velétrios, mas principalmente para impedir a votação das leis de Licínio e Sêxtio.
| “ | E como as tribos já haviam sido convocadas a votar e o veto dos colegas não impediu os promotores da lei, os patrícios, alarmados, recorreram a duas medidas extremas: o cargo mais alto e o cidadão acima de todos os demais. Decidiram nomear um ditador e a escolha recaiu sobre Marco Fúrio Camilo, que escolheu Lúcio Emílio como seu mestre da cavalaria. | ” |
|   | — Lívio, Ab Urbe Condita VI, 4, 38. |   |